# Lijst van nummer 1-hits in de UK Singles Chart in 2007
Deze hits stonden in 2007 op nummer 1 in de UK Singles Chart:
| Datum        | Artiest                                       | Titel                             |
| ------------ | --------------------------------------------- | --------------------------------- |
| 6 januari    | Leona Lewis                                   | A moment like this                |
| 13 januari   | Leona Lewis                                   | A moment like this                |
| 20 januari   | Leona Lewis                                   | A moment like this                |
| 27 januari   | Mika                                          | Grace Kelly                       |
| 3 februari   | Mika                                          | Grace Kelly                       |
| 10 februari  | Mika                                          | Grace Kelly                       |
| 17 februari  | Mika                                          | Grace Kelly                       |
| 24 februari  | Mika                                          | Grace Kelly                       |
| 3 maart      | Kaiser Chiefs                                 | Ruby                              |
| 10 maart     | Take That                                     | Shine                             |
| 17 maart     | Take That                                     | Shine                             |
| 24 maart     | Sugababes & Girls Aloud                       | Walk This Way                     |
| 31 maart     | The Proclaimers & Brian Potter & Andy Pipkin  | I'm gonna be (500 miles)          |
| 7 april      | The Proclaimers & Brian Potter & Andy Pipkin  | I'm gonna be (500 miles)          |
| 14 april     | The Proclaimers & Brian Potter & Andy Pipkin  | I'm gonna be (500 miles)          |
| 21 april     | Timbaland & Justin Timberlake & Nelly Furtado | Give it to me                     |
| 28 april     | Beyoncé & Shakira                             | Beautiful liar                    |
| 5 mei        | Beyoncé & Shakira                             | Beautiful liar                    |
| 12 mei       | Beyoncé & Shakira                             | Beautiful liar                    |
| 19 mei       | McFly                                         | Baby's coming back / Transylvania |
| 26 mei       | Rihanna & Jay-Z                               | Umbrella                          |
| 2 juni       | Rihanna & Jay-Z                               | Umbrella                          |
| 9 juni       | Rihanna & Jay-Z                               | Umbrella                          |
| 16 juni      | Rihanna & Jay-Z                               | Umbrella                          |
| 23 juni      | Rihanna & Jay-Z                               | Umbrella                          |
| 30 juni      | Rihanna & Jay-Z                               | Umbrella                          |
| 7 juli       | Rihanna & Jay-Z                               | Umbrella                          |
| 14 juli      | Rihanna & Jay-Z                               | Umbrella                          |
| 21 juli      | Rihanna & Jay-Z                               | Umbrella                          |
| 28 juli      | Rihanna & Jay-Z                               | Umbrella                          |
| 4 augustus   | Timbaland & Keri Hilson                       | The way I are                     |
| 11 augustus  | Timbaland & Keri Hilson                       | The way I are                     |
| 18 augustus  | Robyn & Kleerup                               | With every heartbeat              |
| 25 augustus  | Kanye West                                    | Stronger                          |
| 1 september  | Kanye West                                    | Stronger                          |
| 8 september  | Sean Kingston                                 | Beautiful girls                   |
| 15 september | Sean Kingston                                 | Beautiful girls                   |
| 22 september | Sean Kingston                                 | Beautiful girls                   |
| 29 september | Sean Kingston                                 | Beautiful girls                   |
| 6 oktober    | Sugababes                                     | About you now                     |
| 13 oktober   | Sugababes                                     | About you now                     |
| 20 oktober   | Sugababes                                     | About you now                     |
| 27 oktober   | Sugababes                                     | About you now                     |
| 3 november   | Leona Lewis                                   | Bleeding love                     |
| 10 november  | Leona Lewis                                   | Bleeding love                     |
| 17 november  | Leona Lewis                                   | Bleeding love                     |
| 24 november  | Leona Lewis                                   | Bleeding love                     |
| 1 december   | Leona Lewis                                   | Bleeding love                     |
| 8 december   | Leona Lewis                                   | Bleeding love                     |
| 15 december  | Leona Lewis                                   | Bleeding love                     |
| 22 december  | Eva Cassidy & Katie Melua                     | What a wonderful world            |
| 29 december  | Leon Jackson                                  | When you believe                  |

1952 ·
1953 ·
1954 ·
1955 ·
1956 ·
1957 ·
1958 ·
1959 ·
1960 ·
1961 ·
1962 ·
1963 ·
1964 ·
1965 ·
1966 ·
1967 ·
1968 ·
1969 ·
1970 ·
1971 ·
1972 ·
1973 ·
1974 ·
1975 ·
1976 ·
1977 ·
1978 ·
1979 ·
1980 ·
1981 ·
1982 ·
1983 ·
1984 ·
1985 ·
1986 ·
1987 ·
1988 ·
1989 ·
1990 ·
1991 ·
1992 ·
1993 ·
1994 ·
1995 ·
1996 ·
1997 ·
1998 ·
1999 ·
2000 ·
2001 ·
2002 ·
2003 ·
2004 ·
2005 ·
2006 ·
2007 ·
2008 ·
2009 ·
2010 ·
2011 ·
2012 ·
2013 ·
2014 ·
2015 ·
2016 ·
2017 ·
2018 ·
2019 ·
2020 ·
2021
- Nederland (Top 40)
- Nederland (Single Top 100)
- Nederland (3FM Mega Top 50)
- Nederland (Kink 40)
- Nederland (DVD Top 30)
- Vlaanderen (Radio 2 Top 30)
- Vlaanderen (Ultratop 50)
- Vlaanderen (Top 30 van Ultratop)
- Vlaanderen (De Afrekening)
- Wallonië
- Australië
- Canada
- Denemarken
- Duitsland
- Frankrijk
- Ierland
- Italië
- Nieuw-Zeeland
- Noorwegen
- Oostenrijk
- Spanje
- Verenigd Koninkrijk
- Verenigde Staten (Hot 100)
- Zweden
- Zwitserland